# Tarachocelis
Tarachocelis – wymarły rodzaj owadów z rzędu Tarachoptera i rodziny Tarachocelidae, obejmujący tylko jeden znany gatunek: Tarachocelis microlepidopterella.
Gatunek i rodzaj zostały opisane w 2017 roku przez Wolframa Meya, Wilfrieda Wicharda, Patricka Müllera i Bo Wanga. Opisu dokonano na podstawie inkluzji samca w bursztynie birmańskim, datowanej na cenoman.
Owad ten miał wydłużoną, spłaszczoną grzbietobrzusznie głowę, wyposażoną w owalne oczy. Czułki miały człony do ósmego włącznie pokryte łuskami. Biczyk czułków zbudowany był z 23 beczułkowatych, orzęsionych członów. Skrzydła miały około 3 mm długości i podłużną, trójkątną komórkę radialną zamkniętą u wierzchołka żyłką poprzeczną r1–r2+3. U samca żyłki radialne i medialne na spodzie skrzydła przedniego i wierzchu skrzydła tylnego porośnięte były łuskami zapachowymi. Błonę przednich skrzydeł pokrywały rzadko rozmieszczone, włosowate i wrzecionowate łuski. Charakterystyczna była również obecność na przednich skrzydłach żyłki barkowej i brak szczytowego sektora drugiej żyłki kubitalnej.